# Montjaux
Montjaux è un comune francese di 403 abitanti situato nel dipartimento dell'Aveyron nella regione dell'Occitania.

## Società

### Evoluzione demografica
Abitanti censiti
- Wikimedia Commons contiene immagini o altri file su Montjaux